# Мальвазиа, Карло Чезаре
 Карло Чезаре Мальвазиа,  маркиз (итал. Carlo Cesare Malvasia, 1616, Болонья — 10 марта 1693, Болонья) — итальянский аристократ, живописец-любитель, писатель, историк искусства, меценат. Историограф живописцев болонской школы. Его называют «болонским Вазари».

## Биография
Карло Чезаре родился в семье маркиза Антона Галеаццо Мальвазиа (1577—1669) и женщины из простонародья Катерины Лукини. Разные даты его рождения (18 сентября или 18 декабря), указанные в разных источниках, не подтверждаются документально. Позднее, когда неравный брак был расторгнут, его отец женился вторично, и с рождением младших братьев от второго брака Карло утратил право первородства, но сохранил дворянский титул и резиденцию в родовом доме.
Отец Карло Чезаре был знатоком богословия, членом литературной академии Джелати (Accademia letteraria dei Gelati) и ряда других литературных обществ Италии. Скончался на своей родине 10 марта 1693 года. Карло Мальвазиа получил гуманитарное домашнее образование от выдающихся учителей, что позволило ему поступить в литературную академию Джелати; он был постоянным членом Академии, а позднее несколько раз становился её «принцепсом» (principe). В дополнение к аристократическому образованию Мальвазиа учился живописи у художников болонской Академии братьев Карраччи (carracceschi) Дж. Кампана и Дж. Каведоне, у которых он получил первые навыки работы в технике фрески и масляной живописи. Впоследствии Мальвазиа будут приписывать сонет, в котором образно изложена суть академического метода живописи художников болонской школы.
```
            Кто стремится и хочет стать хорошим живописцем,
            Тот пусть вооружится рисунком Рима,
            Движением и светотенью венецианцев
            И ломбардской сдержанностью колорита,
            Манеру мощную возьмёт от Микеланджело,
            От Тициана передачу натуры,
            Чистоту и величие Корреджиева стиля
            И строгую уравновешенность Рафаэля.
            От Тибальди — достоинства и основу,
            От Приматиччо — учёность компоновки
            И немного грации Пармиджанино...
[
8
]
.
```

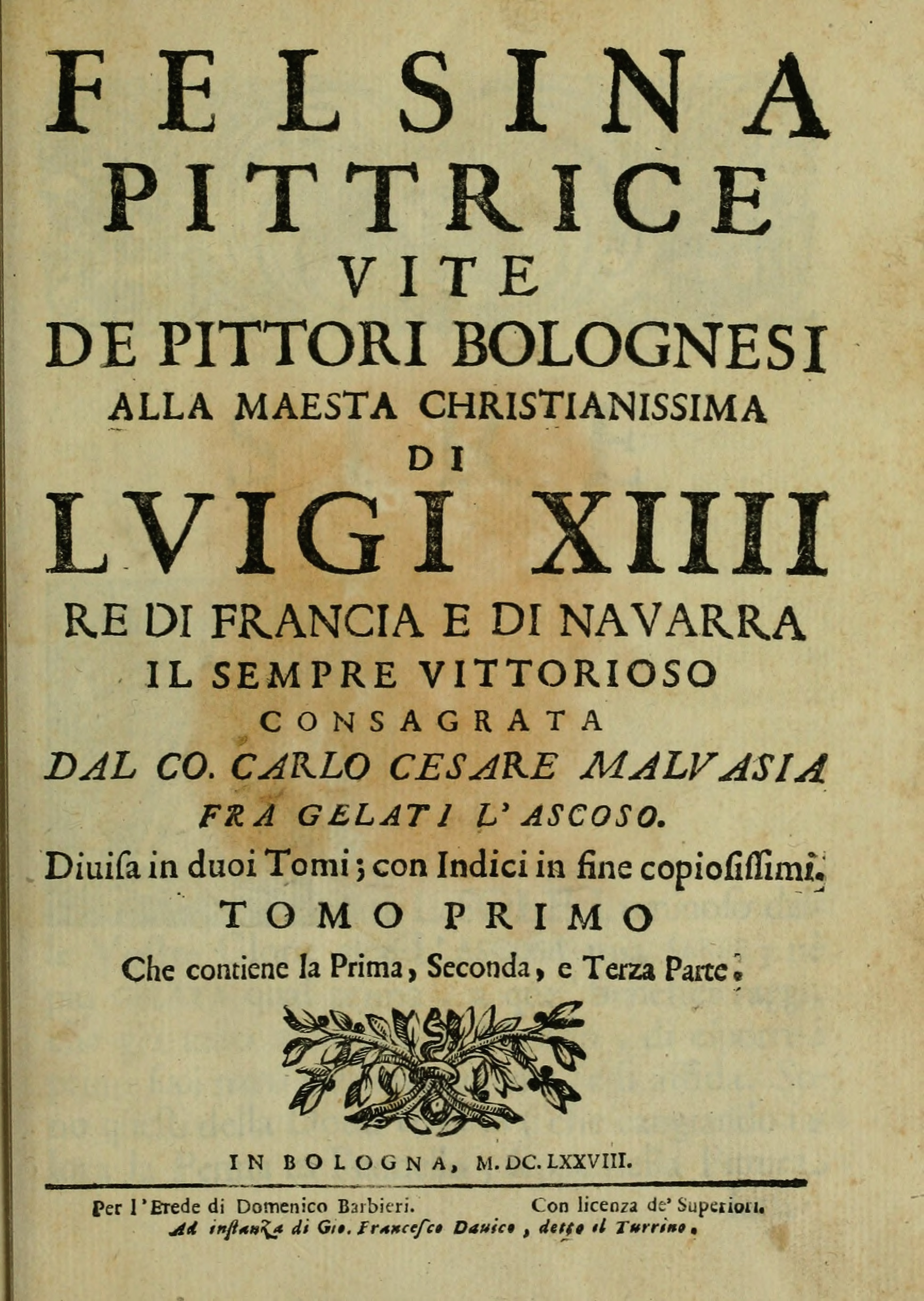
Tитульный лист издания «Фельсина-художница». 1678

Мальвазиа никогда не занимался живописью на заказ, работал только для собственного удовольствия и из духовной потребности. Он часто бывал в мастерских художников; познакомился с Ф. Альбани и Г. Рени, подружился с А. М. Колонна, А. Мителли, Г. А. Сирани, А. Тиарини. Именно Мальвазиа профинансировал открытие школы рисования обнажённой натуры и был среди среди четырёх директоров художественной академии Оттенебрати (Accademia artistica degli Ottenebrati) — «Затенённых» (приверженцев тенебризма), существовавшей одновременно с Академией братьев Карраччи (Accademia Caraccesiana).
В 1639—1646 годах Мальвазиа жил в Риме, занимался юридической практикой. Через кардинала Б. Спада, который был его клиентом, он познакомился и подружился со своим земляком А. Альгарди, а также с Дж. П. Беллори и пристрастился к коллекционированию произведений искусства. Некоторое время Мальвазиа служил добровольцем в папской кавалерии по приказу своего кузена маркиза Корнелио Мальвазиа, сенатора Болоньи. В 1647 году он был назначен на кафедру права Болонского университета, которую занимал в течение сорока лет. 8 июля 1653 года он получил степень доктора богословия, а в 1662 году стал каноником собора Болоньи.
В 1664 году был в Падуе и Венеции. До выхода на пенсию в 1687 году Мальвазиа преподавал гражданское право.
В 1665 году Мальвазиа встретил в Риме французского медика и философа Марин Кюро де ла Шамбре (1594—1669), личного врача короля Людовика XIII, члена Французской академии и Королевской академии живописи и скульптуры, биографа Дж. Л. Бернини. В 1666 году он побывал в Пезаро, Камерино, Лорето и, наконец, с мая по июнь жил во Флоренции, где представился Леопольдо де Медичи и получил доступ к его коллекции произведений искусства. По просьбе Великого герцога Мальвазиа занимался атрибуцией рисунков его коллекции, выполнял другие поручения. В 1667 году он посетил Модену, Реджо, Парму, Мантую и Милан.
Коллекция антиквариата, собранная Мальвазиа, состоящая из двадцати трёх скульптурных надгробий, архитектурных фрагментов и средневековых артефактов, находилась в одной из загородных вилл семьи Мальвазиа, которая называлась «Башня» (La Torre). В 1716 году вилла была подарен Болонскому институту наук наследниками Корнелио Гаэтано и Джузеппе Микеле Мальвазиа.

## «Фельсина-художница»
В 1650-х годах Мальвазиа задумал написать историю болонской школы живописи по образцу произведения Джорджо Вазари «Жизнеописания наиболее знаменитых живописцев, ваятелей и зодчих» (1550). Возможно, замысел исходил от его друга Алессандро Альгарди. В 1686 году Мальвазиа опубликовал в Болонье сочинение «Картины Болоньи» (Le pitture di Bologna), путеводитель по художественному наследию города.
В 1677—1678 годах был издан главный труд Мальвазиа в 2-х томах: «Фельсина-художница: Жизнеописания болонских живописцев» (Lа Felsina Pittrice: Vite e ritratti de’ pittori Bolognesi), которая самим заглавием декларировала исключительную древность и преемственность живописной школы болонцев от истоков италийской культуры. Фельсина — древнее этрусское название Болоньи. Мальвазиа разделил всю историю итальянской живописи на четыре школы: ломбардскую, римскую, венецианскую и болонскую. При этом всячески превозносил последнюю и пытался умерить значение флорентийских художников.
Работа была также разделена на четыре части, посвящённые соответственно первобытным истокам (часть I), художникам XVI века, эпохи Возрождения и маньеристам (часть II), Аннибале Карраччи (часть III), школе Карраччи, его современникам и последователям (часть IV). В Предисловии Мальвазиа утверждал исключительно информативный характер текста, основанный на «документальных доказательствах и на основаниях истины». Однако уже его современники и последующая критика неоднократно уличали автора в необъективности и даже во лжи.
Под влиянием Кюро де ла Шамбре книга появилась с посвящением французскому королю Людовику XIV. Экземпляры книги получили французский посол в Риме и Королевская академия живописи в Париже.